# Stanisław Piątkiewicz

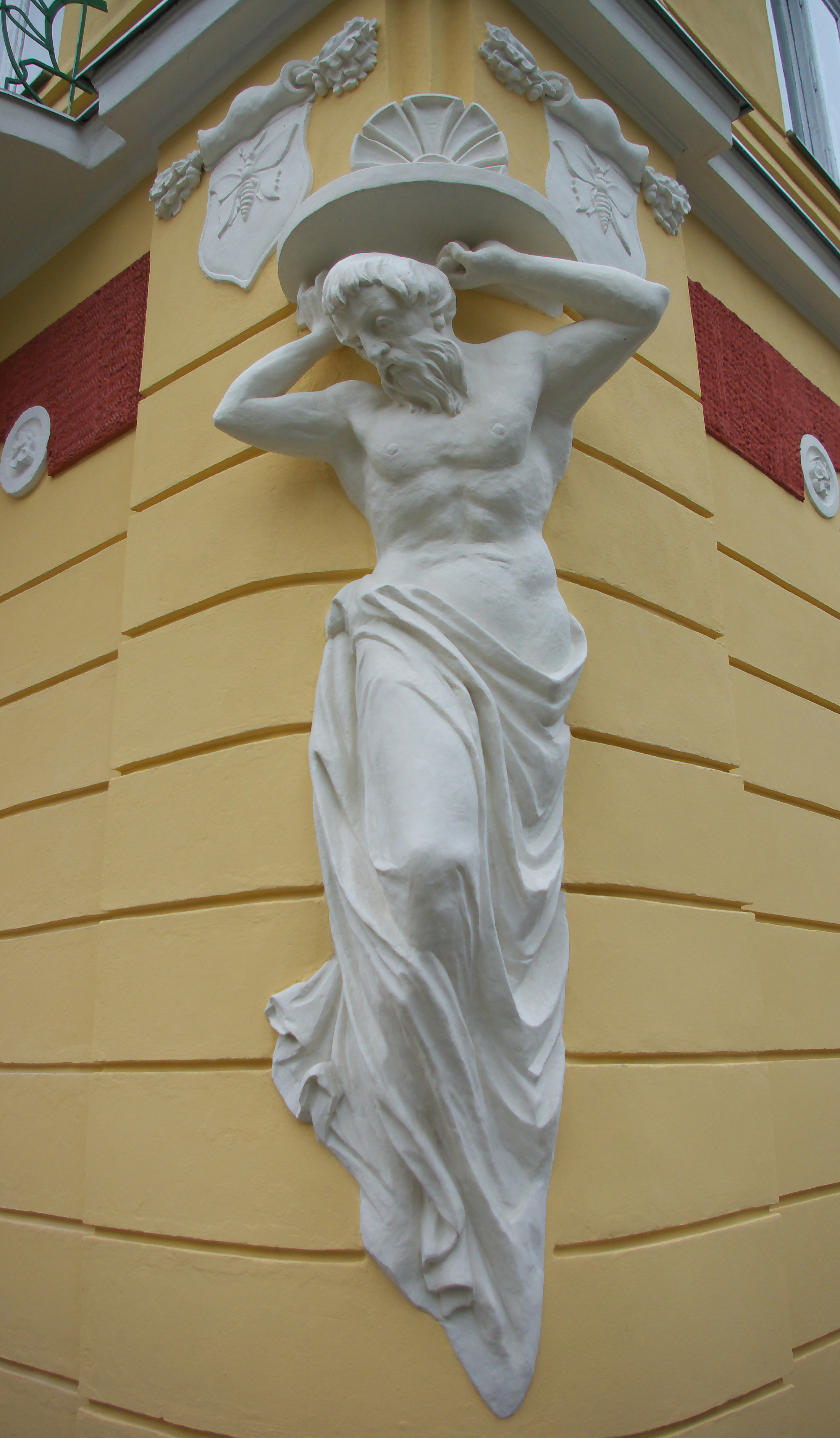
Rzeźba Atlasa

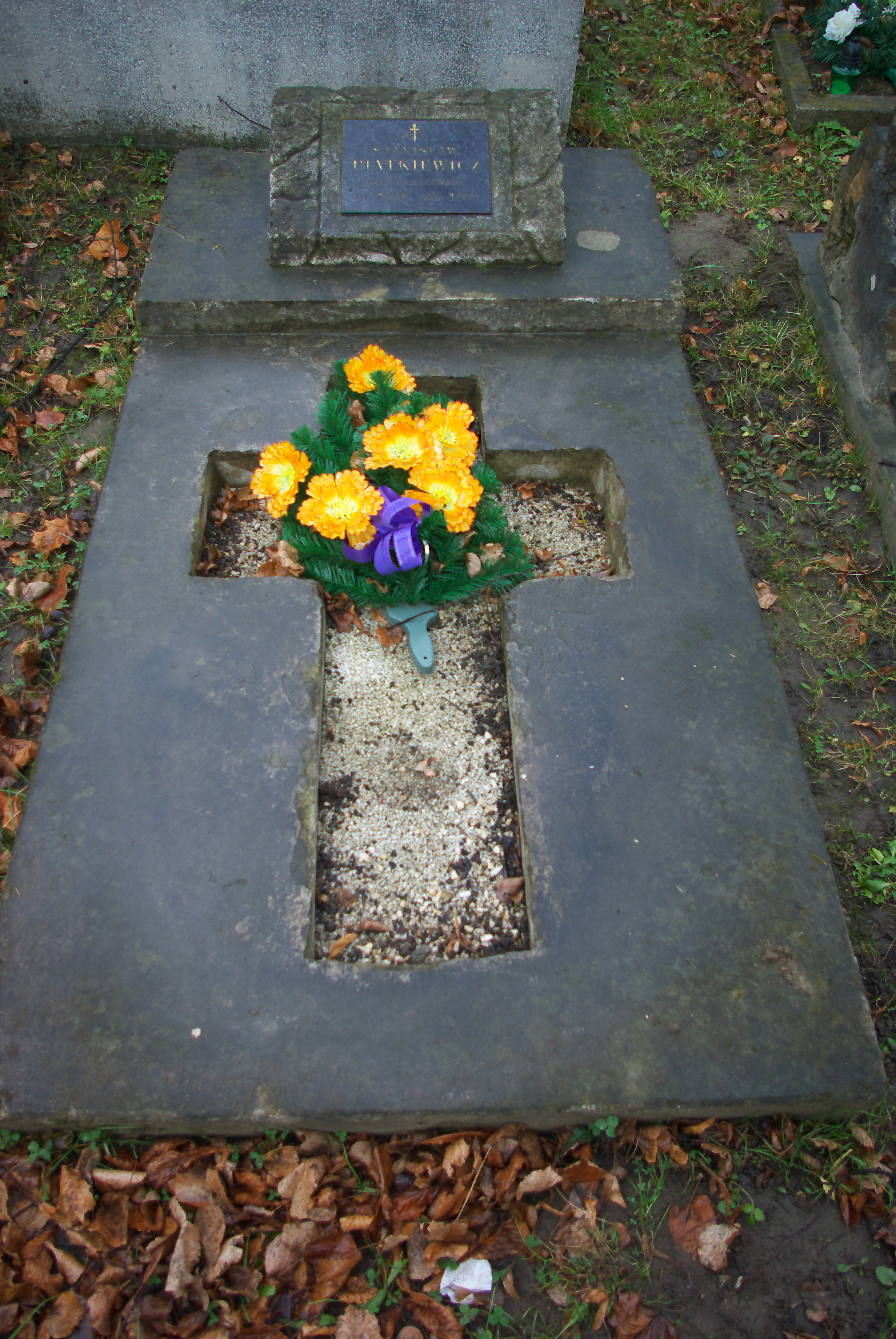
Grób Stanisława Piątkiewicza

Stanisław Piątkiewicz (ur. 1859 w Rymanowie, zm. 13 grudnia 1930 w Sanoku) – polski rzeźbiarz, ojciec rzeźbiarza Stanisława Jana Piątkiewicza.

## Życiorys
Urodził się w 1859 w Rymanowie. Uczył się w szkole rzeźbiarskiej w Rymanowie, gdzie jego talent zauważyła Anna Działyńska z Potockich, założycielka szkółki. Został wysłany na dalsze kształcenie do Monachium (w końcu października 1878 r. zgłosił się do Akademii Sztuk Pięknych – Bildhauerschule), a jego pobyt sfinansowali Potoccy. Po powrocie sam pracował jako nauczyciel w szkole rzeźbiarskiej. Prowadził pracownię rzeźbiarską w Rymanowie. Na przełomie wieków przeniósł się do Sanoka. Jego pracownie mieściły się w Sanoku przy ulicy Zgody (późniejsza Feliksa Gieli), przy ulicy Tadeusza Kościuszki (własność rodziny Wojtanowiczów). W trakcie I wojny światowej pracował w Jaśle.
Został członkiem Sanockiej Chorągwi Drużyn Bartoszowych, założonej 3 sierpnia 1911.
Był żonaty z Marią z domu Muszyńską, z którą miał synów Ludwika (ur. 1891, żonaty z Józefą) i Stanisława Jana (1897–1970, żonaty z Bronisławą Ziobro, kontynuował tradycje rzeźbiarskie ojca) oraz córkę Annę (1893-1968, nauczycielka, po mężu Bobola). 
Zmarł 13 grudnia 1930 w Sanoku w wieku 71 lat. Został pochowany na cmentarzu przy ul. Rymanowskiej w Sanoku 15 grudnia 1930.

## Dzieła
- Rzeźba na pomniku ustanowionym w Grabownicy Starzeńskiej w 1910 w 500. rocznicę bitwy pod Grunwaldem[12].
- Pomnik Władysława Jagiełły w Mrzygłodzie, odsłonięty 15 lipca 1910 roku, w 500. rocznicę bitwy pod Grunwaldem[13]. Zastąpił go nowy pomnik z 1960 roku.
- Tarcze Legionów: tarcza Jordanów Legionom Polskim 1916[14], Sanocka Tarcza Legionów z 1915/1916 (zawierająca herb Sanoka)[15][16].
- Posąg Chrystusa dźwigającego krzyż, który znajduje się na placu kościoła Najświętszego Serca Pana Jezusa w Nowym Sączu (ufundowany przez kolejarzy jako wotum za ocalenie miasta od zniszczeń podczas krótkiej okupacji Nowego Sącza przez wojska rosyjskie w listopadzie 1914 roku), poświęcony 24 października 1916 roku[17].
- Rzeźba Chrystusa z 1898 roku, stanowiąca kopię posągu Chrystusa projektu Duńczyka Bertela Thorvaldsena (znajduje się w kaplicy Potockich na Wawelu)[18], w przeszłości stojąca na placyku pomiędzy kościołem franciszkanów w Sanoku a kamienicą przy ul. Rynek 18[19]. Jej fundatorem był Karol Gerardis[20]. Ponadto drewniane drzwi oddzielające kruchtę (przedsionek) tego kościoła od nawy głównej, wraz z płaskorzeźbami św. Franciszka z Asyżu, św. Antoniego z Padwy, herbami zakonu franciszkanów i aniołkami[21][22].
- Rzeźba Matki Bożej Niepokalanie Poczętej na frontowej elewacji kościoła Przemienienia Pańskiego w Sanoku z początku XX wieku[23][24].
- Rzeźba Atlasa na rogu elewacji kamienicy przy ul. Kazimierza Wielkiego 6 w Sanoku (tzw. „Dom pod Atlasem”)[25].
- Gipsowe popiersie Józefa Piłsudskiego, wykorzystane m.in. 17 maja 1935 roku podczas uroczystości żałobnych w Sanoku po śmierci marszałka[26].
- Nagrobki na Cmentarzu Centralnym przy ul. Rymanowskiej; Paweł Nesterowicz wskazał grobowce rodzin Iwanowiczów, Małachowskich, Słuszkiewiczów (pochowany Michał Słuszkiewicz) i Marii (Kamińskiej) Faliszewskiej oraz prawdopodobieństwo wykonania grobowców rodziny Lipińskich (pochowani w nim m.in. Aleksander, Walenty, Kazimierz, Bronisław Filipczak), Mozołowskich, Karola Petschaca[27][28].
- Pomnik Chrystusa z 1923 na grobowcu rodzinnym Władysława Morawskiego w Odrzechowej[29].
- Rzeźby ołtarza i frontonu w kaplicy z 1928 przy sanatorium dra Stanisława Domańskiego, w Olchowcach na Białej Górze na skraju Gór Słonnych[30]. Kaplica istnieje obecnie nadal przy ulicy Gajowej w Sanoku.
- Wykonywał także klisze przeznaczone do drukarni Karola Pollaka[31].

Ponadto źródło podaje, iż Stanisław Piątkiewicz był wykonawcą Pomnika Tadeusza Kościuszki w Sanoku, jednak jest to faktycznie nieprawdopodobne, jako że Stanisław Piątkiewicz zmarł w 1930 roku (w czasie gdy istniał jeszcze pierwszy pomnik T. Kościuszki w mieście), zaś obiekt powstał i został odsłonięty w 1962 roku, zatem należy to uznać za omyłkę pisarską (z uwagi na tożsamość imienia i nazwiska) i przypisać autorstwo synowi Stanisławowi Janowi.
W 1894 otrzymał od komitetu wystawy krajowej we Lwowie list pochwalny w dziedzinie sztuka zastosowana do przemysłu, architektura, budownictwo, urządzenia pomieszkań (grupa XXVI) za rzeźbione wyroby z drzewa.